# 克朗角
克朗角（英語：Crown Head）是南極洲的海岬，位於南奧克尼群島的科羅內申島北岸，是帕爾默灣的東部，該海灣在1821年12月被發現，現時由南極條約體系管理。
60°37′S 45°19′W / 60.617°S 45.317°W